# Oliver Goldsmith

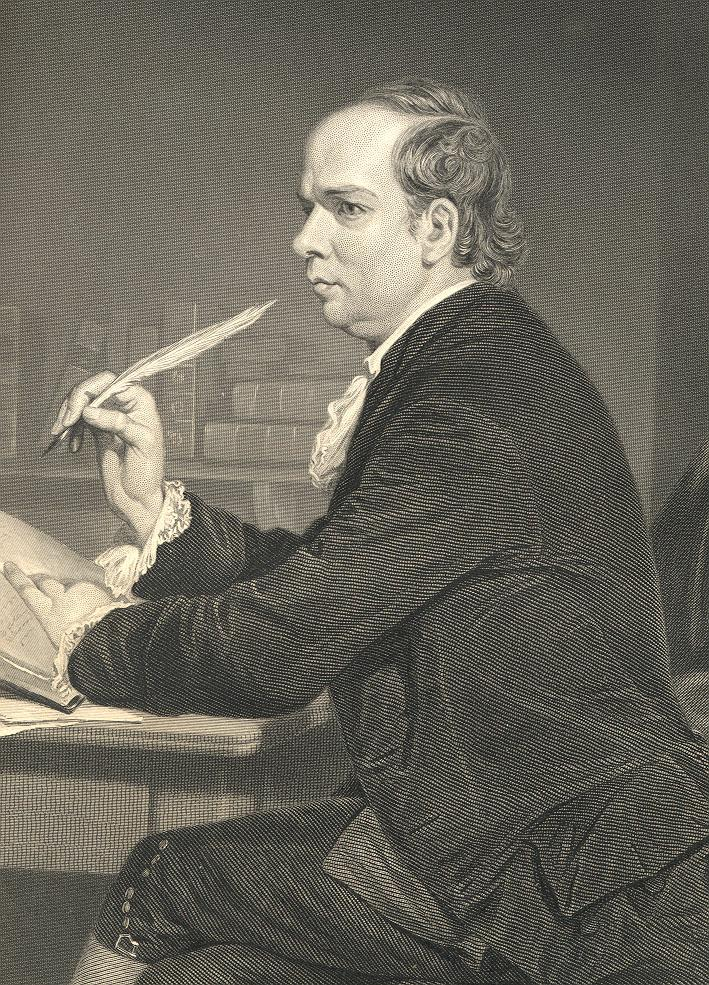
Oliver Goldsmith

Oliver Goldsmith (Pallas bij Ballymahon, Ierland, 10 november 1730 - Londen, 4 april 1774) was een Iers roman- en toneelschrijver en dichter.

## Levensloop
Goldsmith was de zoon van een anglicaanse geestelijke. Zijn geboortedatum staat niet met zekerheid vast: dit kan geweest zijn op 10 november van elk jaar tussen 1727 en 1731, hoewel nu uitgegaan wordt van bovengenoemde datum. Hij studeerde theologie en rechten in Dublin en daarna medicijnen in Edinburgh en Leiden. Vervolgens reisde hij door Europa en vestigde zich na terugkeer als medicus in Londen. Dit werk leverde hem weinig op en omdat hij voortdurend schulden had, schreef hij vele artikelen voor diverse bladen. 
In 1761 ontmoette hij Samuel Johnson, met wie hij bevriend raakte voor de rest van zijn leven.
Dankzij Johnsons invloed wist hij zijn roman The Vicar of Wakefield (1766) gepubliceerd te krijgen. Het boek werd zeer populair. Na enkele non-fictiewerken schreef hij het toneelstuk The Goodnatur'd Man (1768), in 1773 gevolgd door het succesvollere She Stoops to Conquer. 
In 1771 verscheen het lange gedicht The Deserted Village, dat gezien wordt als een van de belangrijkste gedichten uit de 18e eeuw.
Goldsmith werd begraven in Temple Church in Londen. Een monument voor hem werd geplaatst in de Poets' Corner in Westminster Abbey.

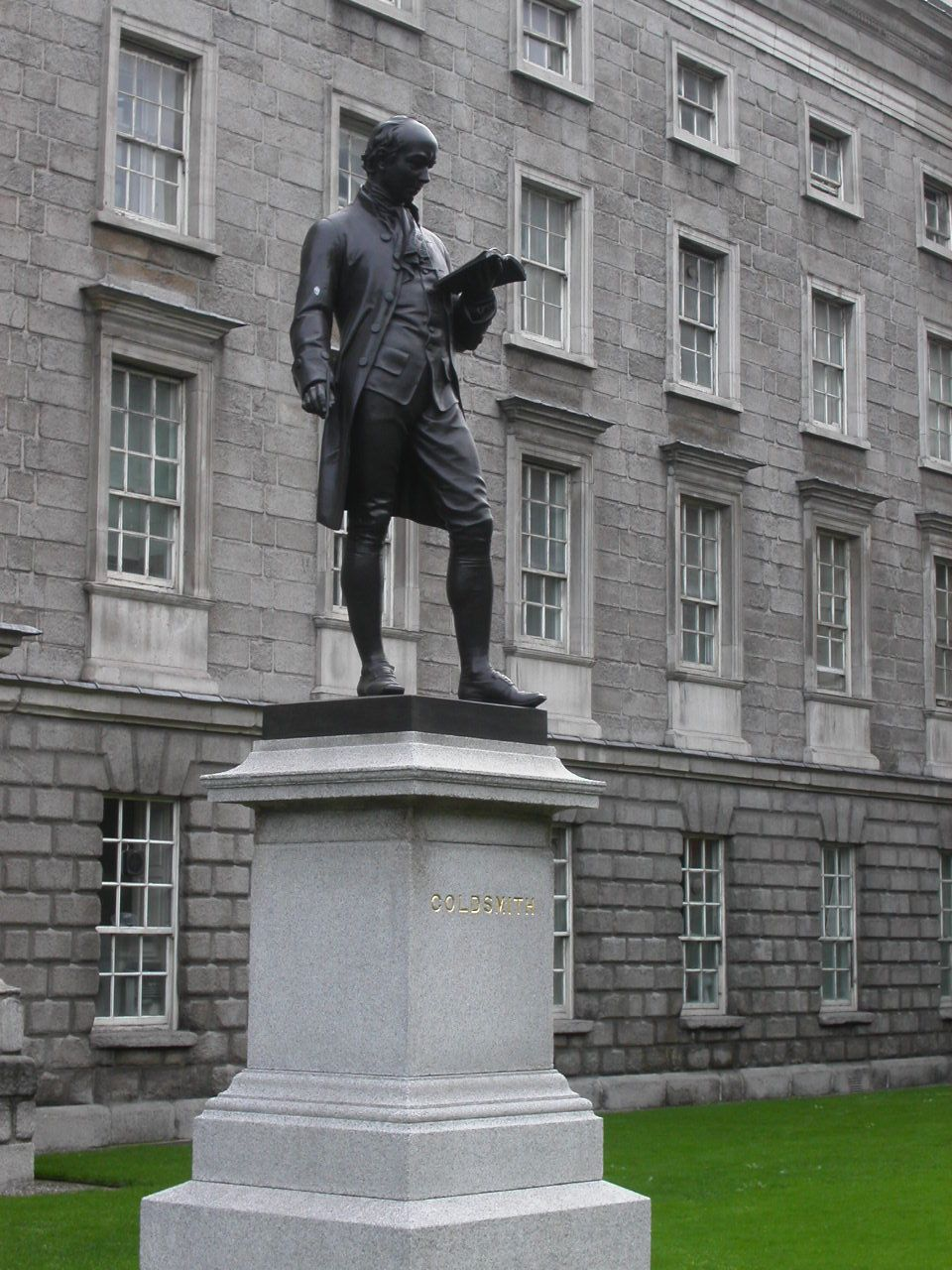
Standbeeld van Oliver Goldsmith bij Trinity College, Dublin

## Werk
- Enquiry into the State of Polite Learning in Europe (1759)
- The Citizen of the World (1762)
- The Traveller (1764)
- The Vicar of Wakefield (1766)
- The Good-natur'd Man (1768)
- History of Rome (1769)
- The Deserted Village (1770)
- History of England (1771)
- She Stoops to Conquer (1773)
- History of Greece (1774)
- Retaliation (1774, onvoltooid gedicht)
- The haunch of venison (1776)